# Dresdner Totentanz

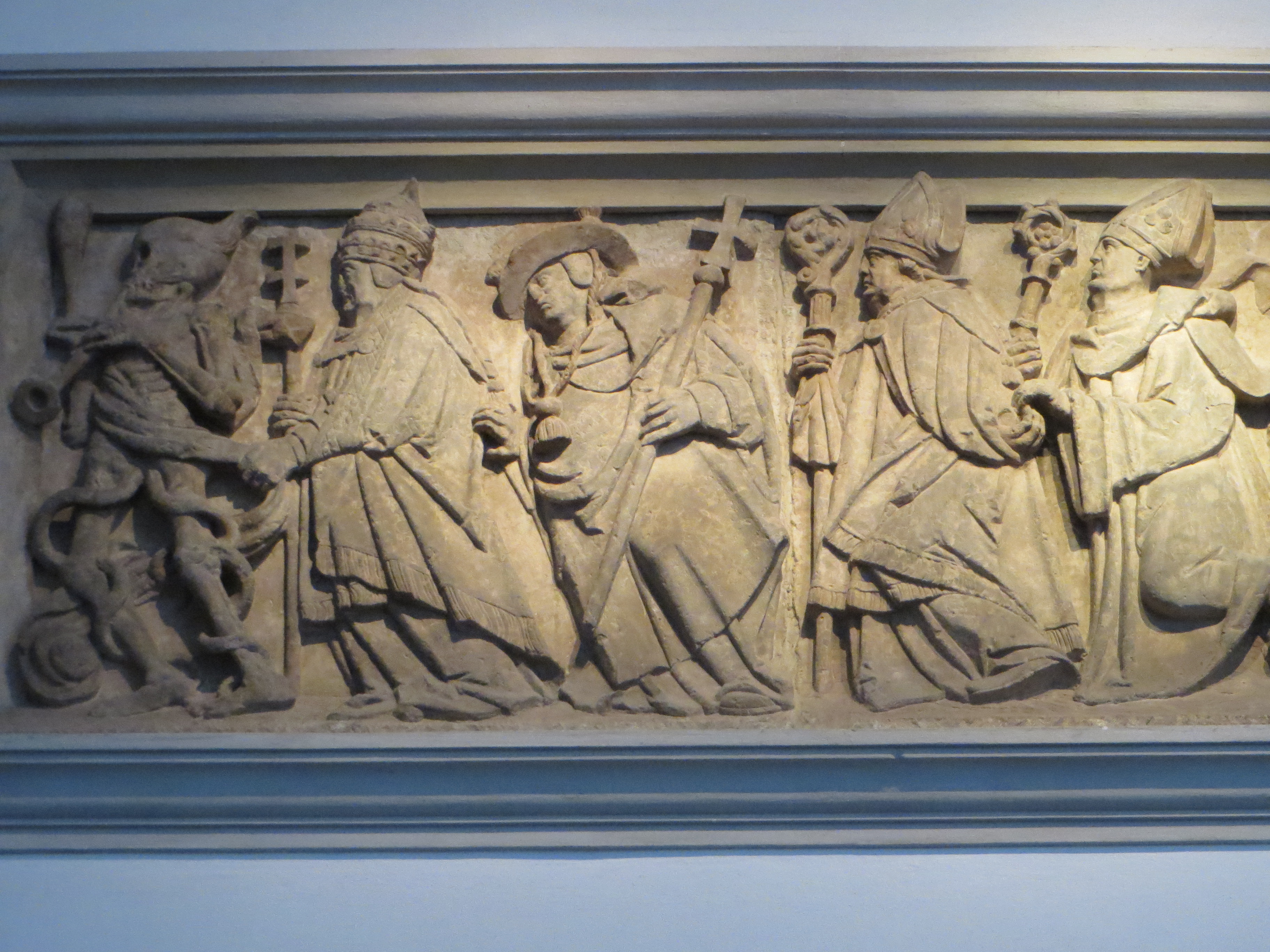
Erste Platte des Dresdner Totentanzes

Der Dresdner Totentanz ist ein von Christoph Walther I um 1534 geschaffenes steinernes Relief, das 27 Figuren in vier Gruppen zeigt, darunter 24 Menschen- und drei Todesgestalten. Es ist 12,50 Meter lang, 1,20 Meter hoch und besteht aus zehn Sandsteinplatten. Er befindet sich heute in der Dresdner Dreikönigskirche.
Früher auch: Todentanz geschrieben.

## Geschichte

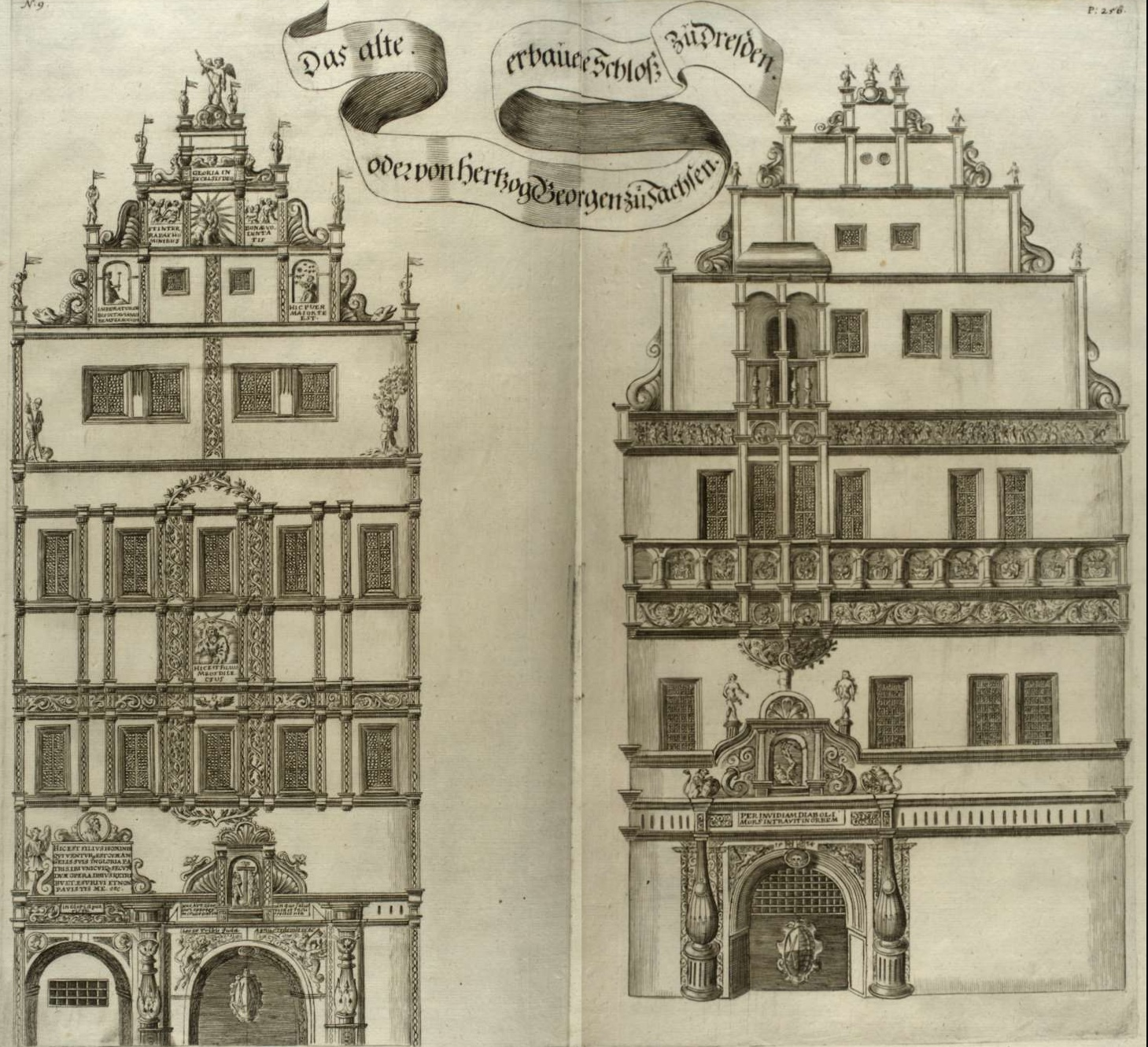
Der Totentanz am Georgentor 1680 (rechts oben)

Der Wandfries wurde ursprünglich im dritten Stockwerk der Fassade des Georgentores angebracht. Unterbrochen wurde er dort von einer Darstellung des Baumes der Erkenntnis. Dieser Teil des Dresdner Schlosses wurde 1533 bis 1535 von Herzog Georg dem Bärtigen neu gestaltet. Georg war theologisch gebildet und selbst in jungen Jahren Geistlicher und Domherr zu Meißen gewesen. Er hegte Sympathien für eine Erneuerung der Kirche, bekämpfte die von ihm befürchtete Spaltung der Kirche durch Luthers Lehren aber entschieden. Auch der Fassadenschmuck sollte als theologische Belehrung dienen. Das Bildprogramm an seinem mit modernen Renaissanceformen dekorierten Schloss verkörperte die katholische Erwiderung des Herzogs auf die protestantische Bildformel von menschlicher Sünde und Erlösung, wie sie bei Lucas Cranach dem Älteren ab 1530 mehrfach erscheint.
Die Darstellung des Todes und von Totentänzen war im 16. Jahrhundert nichts Ungewöhnliches. Der Tod war allgegenwärtig, gesellschaftliche Umbrüche nährten die Angst vor dem nahe geglaubten Jüngsten Gericht. Das Einmalige am Dresdner Totentanz war aber seine Einbeziehung in das Bildprogramm an herausragender Position eines weltlichen Herrschaftsbaus. Auch dem Herrscher war der Tod nahe: er überlebte acht seiner zehn Kinder, seine Frau Herzogin Barbara von Polen starb 1534 während des Baus des Georgentors.
Nach dem Tod Georgs 1539 und der in Dresden einziehenden Reformation verloren die Aussagen des Bildprogramms an Bedeutung. Trotzdem bewahrte das Kunstwerk eine große Popularität in der Bevölkerung.
Beim großen Schlossbrand 1701 wurde der Fries beschädigt, konnte aber geborgen werden. Das Georgentor wurde abgerissen und ohne den Dresdner Totentanz neu errichtet. Ab 1705 fand er vorübergehend einen neuen Platz an der Friedhofsmauer des Altendresdner Friedhofs. Auf Bitten des Pastors Paul Christian Hilscher schenkte August der Starke den Fries nach seiner Restaurierung 1721 der Dresdner Dreikönigskirche. Fünf Figuren befanden sich in einem so schlechten Zustand, dass Kopien angefertigt werden mussten. Die Neuschöpfungen der Figuren Ritter, Greis, Kind, Geizhals und Tod wurden in deutlicher Anlehnung an die alten Platten gefertigt. Der Maler Malinsky fasste den Totentanz mit neuer Ölfarbe. Ende November 1721 wurden die Figuren beschrieben als „weis angestrichen und auf einem rothen sehr abstechenden Grund stehen“.
Als an Stelle des Altendresdner Friedhofs ab 1732 die barocke Dreikönigskirche entstand, wurde der Fries 1737 an die Friedhofsmauer des Inneren Neustädter Friedhofs verlegt. Der Hintergrund wurde neu angestrichen, diesmal in Gelb.
Nach einer eher missglückten Sanierung 1898 verwitterte und verfiel der Fries in den folgenden Jahren stark, bis er 1974 geborgen und im Institut für Denkmalpflege eingelagert wurde. Weitere zehn Jahre später begann eine umfangreiche Sanierung, unter anderem durch Egmar Ponndorf und Arndt Kiesewetter. Unter anderem wurden die historischen Farbschichten genauer untersucht und alle Zementmörtel-Ergänzungen entfernt.
Im Zuge des Wiederaufbaus der Dreikönigskirche ab 1984 entschied man, den Totentanz an exponierter Stelle in der Kirche zu zeigen – dort, wo er sich vorm Bau des Gotteshauses zu Beginn des 18. Jahrhunderts schon einmal befand. In der Endphase des Wiederaufbaus wurde im Jahre 1990 der Dresdner Totentanz gegenüber dem Altar unter der Orgelempore hinterlüftet und reversibel angebracht.
Eine Kopie des Dresdner Totentanzes befindet über dem Eingang zum Festsaal im Stadtmuseum Dresden.
Im Dezember 2020 wurde die Außenmauer des Inneren Neustädter Friedhofes mit Graffitikunst nach Motiven des Dresdner Totentanzes gestaltet. Der Stadtbezirksbeirat Neustadt stellte dafür Mittel in Höhe von 17.200 Euro bereit. Künstler des Graffitos „Tanz der Lebenden“ ist Jens Besser. Die Mauer des Friedhofs war immer wieder mit Graffiti beschmiert worden. Auch das neue Graffito wurde nach wenigen Tagen teilweise wieder übersprüht.

## Bilderzyklus

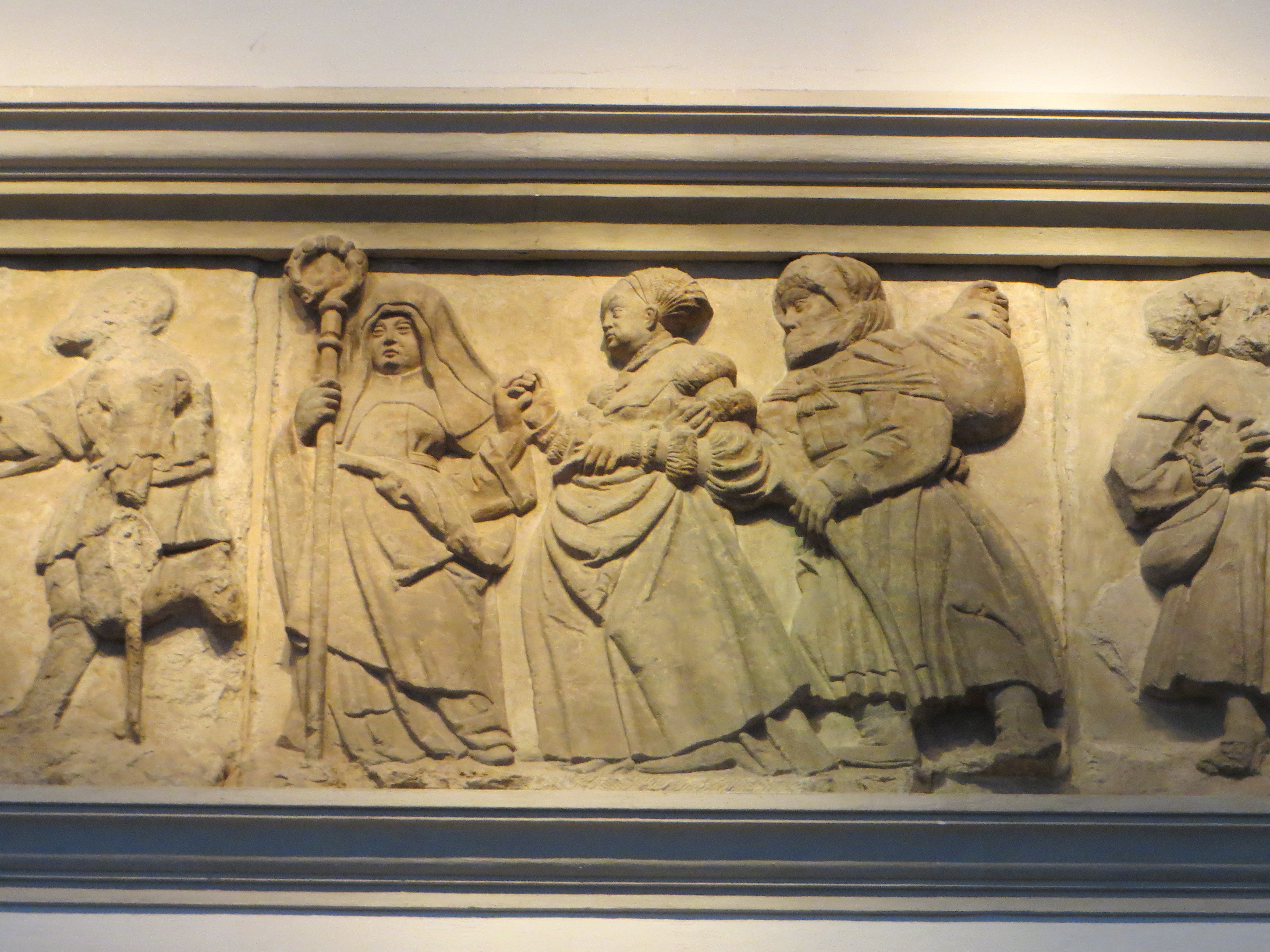
Platte mit den Frauendarstellungen

Das Sandsteinrelief zeigt einen Zug von 27 Figuren, die dem auf einer Schalmei spielenden Tod folgen. Die Figuren sind hierarchisch geordnet und durch die drei Todesgestalten gegliedert. Der Künstler hat die Gefolgschaft des Todes in Dreiergruppen angeordnet, innerhalb deren jeder seinen Vordermann anfasst. Nur der Priester und der Mönch bilden eine Zweiergruppe. Dies stellt einen Unterschied zur in dieser Zeit vorherrschenden Darstellung dar. Meist wurden die Figuren im paarweisen Zwiegespräch dargestellt, zum Beispiel im Berliner Totentanz. Der erste Gleichmacher führt die Vertreter der Kirche an: Papst, Kardinal, Bischof, Abt, Chorherr, Priester und Mönch sind erkennbar. Eine trommelnde Todesgestalt mit wehendem Leichentuch geht der nächsten Gruppe, den weltlichen Ständen voran. Dargestellt sind Kaiser Karl V, König Ferdinand I mit dem Zepter über der Schulter und der Auftraggeber des Fries, der sächsische Herzog Georg der Bärtige mit einem Rosenkranz in der Hand. Seine Figur ist die einzige, die auf den Menschenzug zurückblickt. Neben ihm gehen sein Sohn Johann mit dem Orden vom Goldenen Vlies auf der Brust, ein Ritter, ein Edelmann, ein bürgerlicher Gelehrter und ein Handwerker. Gefolgt werden diese von den Vertretern der armen Schichten, dem Landsknecht, dem Bauer und schließlich dem Bettler. Eine eigene Gruppe bilden die Frauen mit der Äbtissin, einer Edelfrau und einer Marktfrau mit Gänsen auf dem Rücken. Die letzte Gruppe zeigt einen reichen Mann mit Geldsack, ein Kind und schließlich einen armen Greis. Beschlossen wird er Reigen vom Tod mit der Sense, die Menschen vor sich hertreibend.

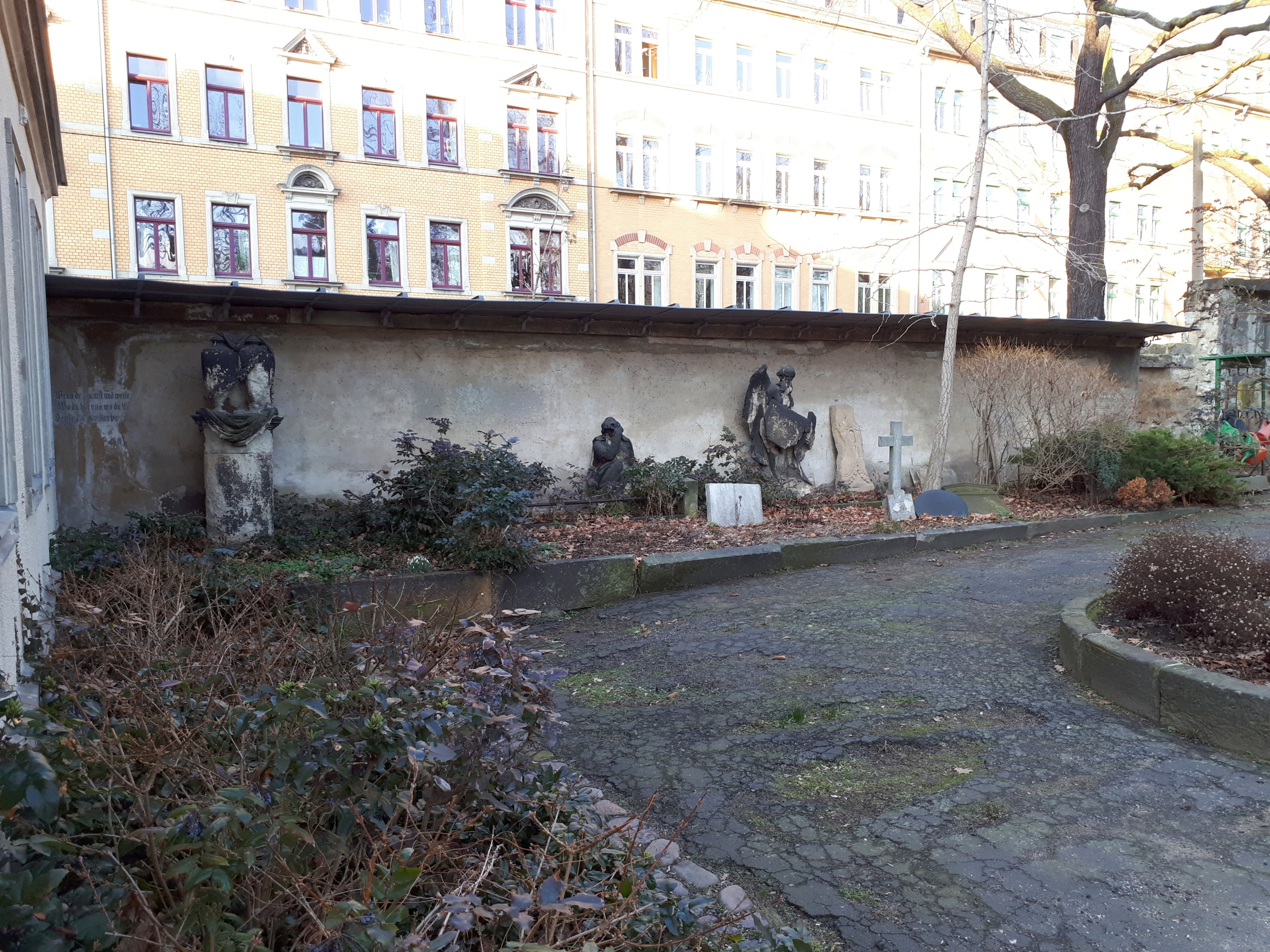
Wand auf dem inneren Neustädter Friedhof 2019 mit Resten der Inschrift

Die Bilder wurden seit der Verlegung des Fries‘ 1705 auf den Altendresdner Friedhof flankiert von der Inschrift von Paul Christian Hilscher:

„Komm, alter Vater, komm, / ich muss dich nun begraben, / weil dich die Leute hier nicht länger wollen haben, / dass aber deiner nicht so ganz vergessen sei, / stehst du im Bildnis da mit einer Clerisei.

Wenn du kommst und wenn du gehst / wo du bist und wo du steht, / denke dass du sterben musst.

Der Kaiser folget mir / samt allen Potentaten, / kein König tut mir's nach / an Ruhm wie auch an Taten. / Der Fürst und Grafe stirbt, / es stirbt der Rittermann, / weil niemand, wer es sei, / sich mein erwehren kann.

Ihr seid hier alle gleich: / Wenn einer wär vom Adel, / ein Ratsherr bei der Stadt, / ein Meister ohne Tadel, / Sold und Bauersmann, / ein Mann mit einem Bein, / muss er doch in Person / mit an den Tanze sein.

So wird eines nach dem andern / hin zu seinem Grabe wandern, / bis sie endlich alle sein.

Und ihr müsst auch mit dran, / kein Weib aus allen Ständen / wird mir in diesem Tanz / entwischen aus meinen Händen. / Der junge Mann muss fort, / das Kind, der alte Greis, / weil man an diesem Ort von / Unterschied nichts weiß.“

Im frühen 16. Jahrhundert waren auf Totentänzen die Stände häufig paarweise dargestellt, als ein Dialog zwischen den Toten und den eben Sterbenden. Der Dresdner Totentanz greift die ältere Darstellung vom Typ des monologischen Kettenreigens auf. Zu sehen sind Vertreter der menschlichen Gesellschaft, die eng verbunden hinter dem Sensenmann herlaufen. Die den Reigen der Gestalten umrahmenden Todesgestalten begleiten diese mit Musik, während die Menschen ohne sichtbare Regung vor sich hinschreiten.
Das Relief gehörte zu einem anspruchsvollen Bildprogramm an der Nord- und der Südseite des Georgenbaus. Auf der zur Elbe zeigenden Nordfassade waren die sündige Menschheit und der Tod dargestellt. Zentrale Aussage dabei war die Notwendigkeit eines weltlichen Regiments im Angesicht der Sündhaftigkeit der Welt – versinnbildlicht durch den Sündenfall von Adam und Eva und den Brudermord von Kain und Abel. Direkt darüber führte der Totentanz dem Betrachter die Todesverfallenheit der ganzen Menschen plastisch vor Augen.
Der Übergang der Lebenden zu den Toten war ursprünglich deutlich farblich dargestellt. Selbst der Papst und der Kaiser trugen schwarze Gewänder. Ein großer Kontrast zu den hellen Gesichtern, Vergoldungen, dem Azurit-blauen Hintergrund und dem grünen Boden. Die Knochengestalten des Todes waren als einzige hell gefasst, wohl mit bunten Würmern und weißen Tüchern. Im Laufe der Geschichte erhielt der Totentanz verschiedene, teilweise mehrfarbige Anstriche, genaue Belege dazu existieren nicht. Im Jahr 1798 war der Totentanz erstmals komplett einfarbig in hellem Grau gefasst. Nur 15 Jahre später, 1813, zeigte sich der Fries in den sächsischen Landesfarben mit weißen Figuren vor grauem Grund. Ende des 19. Jahrhunderts wurden umfangreiche Ergänzungen aus Zement angebracht und das gesamte Relief grau angestrichen. Während heute der Hintergrund noch teilweise großflächig farbig ist, haben sich auf den Figuren nur geringe Farbreste erhalten.